# Later als ik groot ben (televisieprogramma)
Later als ik groot ben was een Vlaams programma dat gepresenteerd werd door Eric Goens en dat werd uitgezonden op VTM.
Eric Coens gaat met de Bekende Vlaming terug naar de school waar het allemaal gestart is.

## Overzicht
| Afl. | Uitzenddatum     | Bekende Vlaming      | Locatie     | Kijkcijfers |
| ---- | ---------------- | -------------------- | ----------- | ----------- |
| 1    | 16 februari 2021 | Julie Van den Steen  | Dendermonde | 329.730     |
| 2    | 23 februari 2021 | Alex Agnew           | Antwerpen   | 323.593     |
| 3    | 2 maart 2021     | Bart Peeters         | Boechout    | 273.204     |
| 4    | 9 maart 2021     | Nora Gharib          | ?           | 282.984     |
| 5    | 16 maart 2021    | Alexander De Croo    | ?           | 383.310     |
| 6    | 23 maart 2021    | Andy Peelman         | Lebbeke     | 291.055     |
| 7    | 6 april 2021     | Adriaan Van den Hoof | ?           | 363.732     |
| 8    | 13 april 2021    | Kürt Rogiers         | ?           | 335.608     |